# Казимир Лев Сапіга (1609–1656)
Казимир Лев (Леон) Сапега (пол. Kazimierz Leon Sapieha (syn Lwa), 15 липня 1609, Вільно — 9 січня 1656, Берестя) — державний і військовий діяч Великого князівства Литовського, князь, в тому числі Священної Римської імперії, секретар королівський (з 1631 роки), писар великий литовський (1631–1637), маршалок надвірний литовський (1637–1645), підканцлер литовський (1645–1656), староста рогачовський, слонімський, волпенський, любошанський та адміністратор Берестейської економії.
Володів великими землями з центром у Ружанах, Чорнобилі, отримав від великого князя привілей на магдебурзьке право і ярмарки для своїх містечок Бєлиничі, Толочин, Бешенковичі і Ружани.

## Життєпис
Представник чарейсько-ружанської лінії магнатського роду Сапєг гербу «Лис», молодший син канцлера великого литовського Лева Івановича Сапеги (1557–1633) від другого шлюбу з Єлизаветою (Гальшою) Радзивілл (1586–1611). Старші брати — Ян Станіслав і Христофор Микола.
Початкову освіту здобув удома та у Віленській академії.
- 1621 року Казимир Лев разом зі старшим братом Христофором Миколою був відправлений батьком до Західної Європи, де продовжував вчитися в Мюнхені та Інґольштадті.
- 1624 року Христофор Микола захворів на туберкульоз, брати змушені були повернутися на Батьківщину. Через деякий час обидва брата вдруге вирушили до Західної Європи,
- 1627 року вступили до Льовенського університету. Потім вчилися у Брюсселі, звідки виїхали до Італії, де продовжували навчання в Болонському університеті (у 1628 р.) і Падуанському університеті (у 1629). Через прогресивну хворобу Христофора брати змушені були в 1629 році повернутися у ВКЛ додому.
- 1631 року Казимир Лев був обраний послом на сейму. В липні 1631 року він отримав посаду секретаря королівського, 22 вересня того року став писарем великим литовським, займався впорядкуванням архівів Речі Посполитої.
- 1632 року він був обраний послом до конвокаційного сейму.
- У січні 1635 року користувався великою довірою короля польського Владислава IV Вази, очолив литовське посольство до Москви, де домігся ратифікації московським царем Михайлом Федоровичем умов Поляновського мирного договору 1634 року.
- 1637 року був знову обраний послом на сейм, на якому його обрали маршалком. У травні цього року отримав посаду маршалка надвірного литовського.
- 6 березня 1645 року отримав посаду підканцлера великого литовського.
- 1647 року вчетверте був обраний послом на сейм.
- У травні 1648 року, після смерті короля польського Владислава IV Вази, був призначений одним з чотирьох виконавців заповіту короля. Під час виборчої кампанії підтримував князя Яна II Казимира Вазу, хоча перед цим підтримав його молодшого брата Карла Фердинанда Вазу, який вважав Казимира Лева Сапегу своєю опорою у Великому князівстві Литовському під час безкоролів'я.
- 1648–1651 роках підканцлер литовський Казимир Лев Сапега знаходився в оточенні короля польського Яна II Казимира Вази, брав участь у боротьбі Речі Посполитої з повсталими українськими козаками (у 1648–1651). Брав участь у битві під Зборовом (1649) і битві під Берестечком (1651). Перебував у ворожих відносинах з гетьманом великим литовським Янушем Радзивіллом, претендуючи на гетьманську булаву. Брав участь у сеймах 1652–1655 років.
- Під час російсько-польської війни  1654–1667 років  підканцлер литовський Казимир Лев Сапега виставив власний полк. Виступав проти сепаратної угоди гетьмана великого литовського Януша Радзивілла зі шведським королем Карлом X Густавом.
- 30 червня 1655 року підписав у Варшаві інструкції для комісарів на перемовини з козаками Богдана Хмельницького.[3]
- Восени 1655 року під Берестям координував військові дії проти московських і шведських військ. Був одним з прихильників короля Яна II, для діяльності витрачав власні кошти, брав позики в євреїв Берестя. Мобілізував своїх прихильників для сутички з Богуславом Радзивіллом, щоб не допустити захоплення ним воєводства.[3] У листопаді того року після поразки литовців від московської армії в битві під Верховичами Казимир Лев Сапега формально визнав протекторат Швеції над Великим князівством Литовським. На початку 1656 отримав дозвіл від Яна II Казимира вести переговори з московським царем Олексієм I Михайловичем, але незабаром помер.
- 19 січня 1656 року о 1-й ночі[1] Казимир Лев Сапега помер у Бересті (старіші дані — в Березі[2]), був похований у костелі монастиря картезіанців містечка Береза.

## Власність, фундації
Володів величезними маєностями, одними з найбільших у Речі Посполитій того часу. Зокрема, Бяроза, де надав значні кошти для монастиря картезіянців, Чорнобиль (тут сприяв оселенню монахів-домініканців). Для виготовлення срібної труни Йосафата Кунцевича надав 63000 талерів. Була добре відома його бібліотека (бл. 3000 томів) в Ружаній. 1641 року за його сприяння було відкрито кафедри канонічного та цивільного права Академії у Вільнюсі.

## Родина
1639 Казимир Лев (Леон) Сапега одружився з Теодорою Кристиною Тарновською (1625–1652), донькою дідича Обухова Йоахіма Тарновського гербу Леліва; від шлюбу з якою дорослих дітей не залишив.